# Тим бондај
Тим бондај (енгл. Team Bondi, IPA:  ) био је аустралијски независни девелопер видео-игара. Компанија је за платформе Windows, PlayStation 3 и Xbox 360 направила игру L.A. Noire, коју је објавио Рокстар гејмс маја 2011. године. L.A. Noire је био и критички и комерцијални успех, али оптужбе за лоше радне услове те кршење правила приписивања доприноса које су дошле од неколико бивших чланова развојног тима покренуле су контроверзне приче о девелоперу. Након што је доживео неуспех са својим следећим пројектом, Тим бондај је почео да се распада и на крају је дошло до ликвидације. Кенеди Милер Мичел је купио студио августа 2011. године.

## Историја
Компанију Тим бондај је 2003. године основао Брендан Макнамара, бивши директор развоја за лондонски Тим сохо студио компаније Сони компјутер ентертејнмент, те сценариста и режисер игре The Getaway.
Макнамара је такође основао подружницу Бондаја, компанију Депт аналисис (енгл. Depth Analysis). Депт аналисис је развио „МошонСкен” (енгл. MotionScan), награђивани софтвер за ’хватање’ покрета у 3Д простору који је први пут употребљен при стварању игре L.A. Noire.

## Направљене игрице
| Год.  | Назив      | Издавач       |
| ----- | ---------- | ------------- |
| 2011. | L.A. Noire | Рокстар гејмс |